# Palazzo Sanguinetti
Palazzo Sanguinetti (conosciuto anche come Aldini-Sanguinetti) è un edificio storico della città di Bologna, sito in Strada Maggiore 34. Dal 2004 ospita il Museo internazionale e biblioteca della musica.

## Storia
Il nucleo originario del palazzo risale agli inizi del XVI secolo, quando apparteneva alla famiglia Loiani.
Nel 1569 l'edificio fu venduto ai fratelli Ercole e Giulio Riario, ramo bolognese di una famiglia di Savona imparentata con i Della Rovere. Acquistati terreni ed edifici confinanti, il senatore Ercole Riario fece ricostruire ed ampliare la dimora secondo il gusto dell'epoca: le singole abitazioni furono unite in una struttura unitaria e si impostò probabilmente allora lo scalone scenografico che tuttora caratterizza l'edificio.

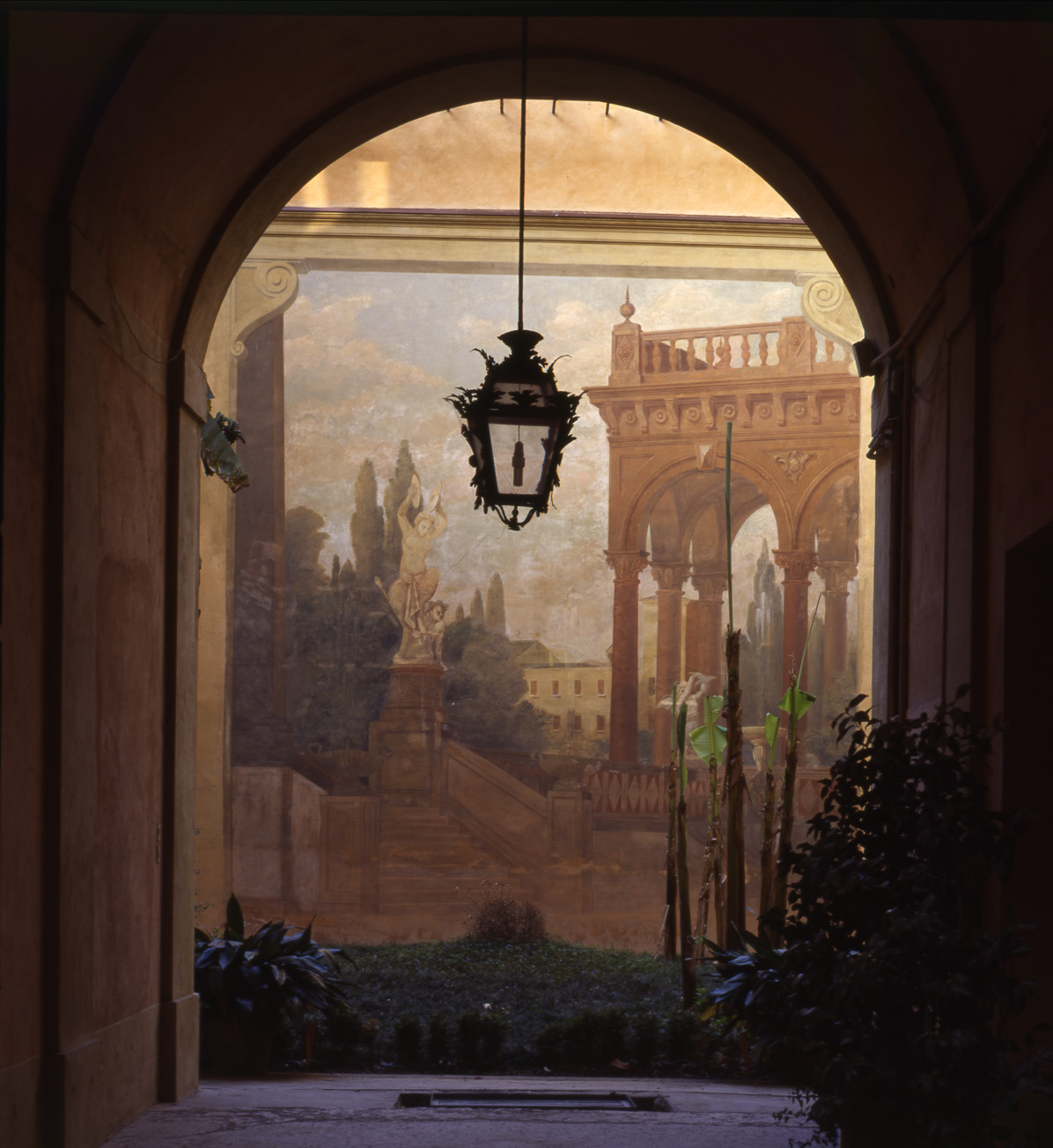
Cortile, prospettiva a trompe-l'œil, di Luigi Busatti

Il 2 marzo 1796 il marchese Raffaello Riario Sforza concesse il palazzo in enfiteusi al conte Antonio Aldini, il quale diede incarico all'architetto Giovan Battista Martinetti (1774-1830) di rimodernare il palazzo, aggregandovi anche parte della confinante casa con la torre che era stata degli Oseletti. Si decise allora di abbassare e dividere in due stanze il grande salone cinquecentesco che si trovava in corrispondenza delle due sale più ampie, il vestibolo, o sala delle Virtù, e la sala delle Feste. Risalgono a quest'intervento le principali decorazioni, effettuate dai maggiori artisti dell'epoca: Pelagio Pelagi, Serafino Barozzi, Vincenzo Martinelli, Antonio Basoli.
A seguito della caduta di Napoleone e della rovina economica di Aldini il palazzo fu venduto al nobile cubano Diego Pegnalverd, già membro del governo napoleonico. Alla sua morte, avvenuta nel 1832, il palazzo passò al tenore Domenico Donzelli, il quale intraprese nuove ristrutturazioni ed ingrandimenti. Donzelli ospitò nel palazzo Gioachino Rossini mentre la sua abitazione - poco distante - si trovava in ristrutturazione.
Nel 1870 il palazzo fu acquistato dalla famiglia Sanguinetti, alla quale si devono le più recenti decorazioni nella parte dell'edificio destinata a biblioteca. Nel 1986 l'ultima erede, la signora Eleonora Sanguinetti, ha donato al Comune di Bologna la gran parte dell'edificio, affinché fosse destinato a museo musicale e biblioteca a ricordo del padre, Guido Sanguinetti. Ciò divenne realtà, dopo una serie di restauri, nel 2004.